# (5555) Wimberly
(5555) Wimberly est un astéroïde de la ceinture principale.

## Description
(5555) Wimberly est un astéroïde de la ceinture principale. Il fut découvert le 5 novembre 1986 à la station Anderson Mesa par Edward L. G. Bowell. Il présente une orbite caractérisée par un demi-grand axe de 3,01 UA, une excentricité de 0,11 et une inclinaison de 10,1° par rapport à l'écliptique.

## Compléments